# Kingscote
Kingscote è una città dell'Australia Meridionale (Australia); essa si trova 180 chilometri a sud-ovest di Adelaide ed è la sede della Municipalità di Kangaroo Island. Al censimento del 2016 contava 1.790 abitanti.